# Javier Daulte
Javier Daulte (Buenos Aires, 18 de març de 1963) és un guionista, dramaturg i director de teatre argentí.

## Carrera
Javier Daulte es formà en interpretació amb Carlos Rivas i Carlos Gandolfo, i en dramatúrgia amb Ricardo Monti. Va obtenir el títol de Llicenciat en Psicologia per la Universitat de Buenos Aires (UBA). Àvid espectador de teatre des de l'adolescència, va haver de treballar durant anys fins a aconseguir que un director es fixés en la seva obra. Va fer-se present a l'escena portenya de la mà dels director Jaime Kogan, que li dirigí l'obra Óbito (1995), i del seu fill Diego Kogan, que muntà diverses obres de Daulte: Criminal (1995), Martha Stutz (1997) i Casino (1998). Gràcies al treball amb l'actriu i directora Gabriela Izcovich, amb qui va codirigir dues peces (Faros de color, 1999, i Fuera de cuadro, 2001), Daulte començà a entendre l'escriptura i la direcció com una sola cosa.
Fundador i integrant del ja dissolt grup Caraja-ji de Buenos Aires, Daulte ha rebut més d'un centenar de distincions tant en l'àmbit nacional com fora del país. Les seves obres, totes elles catalogades com a comèdies dramàtiques, han contribuït a la renovació del teatre a Buenos Aires i a Barcelona, pel fet que introdueixen en l'argument elements fantàstics i de gènere dins d'una construcció hiperrealista que es manifesta a través dels seus diàlegs àgils i creïbles. Dins de les seves creacions cal destacar Criminal, La Escala Humana, Bésame Mucho, 4D Òptic, Ets aquí?, Nunca estuviste tan adorable, Automàtics, La Felicitat, Com pot ser que t’estimi tant, Tres dones i un llop i Proyecto Vestuarios.
Com a director, Daulte destaca per l'extraordinària dinàmica de les seves posades en escena i per la precisa direcció d'actors. Ha dirigit textos aliens amb èxit singular. Tal és el cas de Baraka, de María Goos; Un déu salvatge de Yasmina Reza; Pluja constant de Ket Huff; Miralls circulars d'Annie Baker, entre d'altres.
Daulte imparteix cursos i seminaris d'interpretació i de dramatúrgia a Buenos Aires, Barcelona, Sucre, Mèxic i Caracas, entre altres ciutats, i ha participat en un gran nombre de festivals internacionals. És assessor pedagògic de l'Escola Superior d'Art Dramàtic Eòlia, de la ciutat de Barcelona, on s'implementa el seu mètode per a actors sota el nom de Procediment Daulte.
Va publicar Nueva Dramaturgia de Buenos Aires (Casa d'Amèrica, Madrid, 2000), antologia d'autors argentins, al costat de textos de Luis Cano, Federico León, Daniel Veronese, Rafael Spregelburd i Alejandro Tantanian, entre d'altres.
Entre el 2006 i el 2009 va ser director artístic de la sala La Villarroel de Barcelona.
Al marge de la seva activitat teatral, ha escrit guions per a la televisió, com ara el llibret de la sèrie Para vestir santos (2010). Diverses de les seves obres han estat portades al cinema. El 2017 va escriure la seva primera novel·la, El circuito escalera.
Ha rebut diversos premis i distincions. L'any 2006 se li atorgà el Premi Ciutat de Barcelona. El 2011, Daulte obtingué el Premi Konex de Platí al Millor Director de Teatre de la dècada 2001-2010, i el 2004, el Konex - Diploma al Mèrit en la disciplina "Teatre: Quinquenni 1999 - 2003". El 2012 va rebre l'ACE d'Or.

## El Procediment Daulte a Barcelona
Javier Daulte ha publicat en diverses revistes les diverses parts de Juego y Compromiso: el Procedimiento (2001-2003), assaig en què desenvolupa el seu programa estètic i poètic, tant pel que fa a la dramatúrgia com a la direcció d'actors. Daulte ha ampliat les seves tesis en articles posteriors com ara Batman vs. Hamlet (2009), La palabra, el ruido y la música (2015) o Subjetividad y emoción (2019).
Del Procediment es deriven una sèrie d'exercicis i dispositius d'entrenament actoral, que s'ensenyen com a base pedagògica al Centre Superior d'Art Dramàtic Eòlia des de fa més de 10 anys, tant a l'alumnat del Grau en Interpretació (Art Dramàtic), com en els plans formatius lliures i en cursos intensius de l'escola. Els docents que van començar a impartir l'Entrenament Daulte a impartir a Eòlia són actors i actrius que havien treballat amb el mateix Daulte en les produccions teatrals argentino-barcelonines: Sandra Monclús, Carme Poll, David Vert, Nuria Legarda o Antònia Jaume. Poseriorment s'hi sumaren altres docents, com ara la directora i actriu Carla Torres.
Javier Daulte sempre es refereix al seu treball com un entrenament; mai com un mètode. La directora nord-americana Anne Bogart afirma que, de la mateixa manera que els atletes o els ballarins necessiten entrenar-se per excel·lir en la seva feina, és necessari un entrenament actoral. En una línia similar, l'entrenament Daulte es planteja com un entrenament emocional per a actors i actrius. L'entrenament s'articula al voltant del joc, a través d'exercicis i improvisacions molt acotades que deixen poc espai a la creativitat argumental i infinites possibilitats per al joc emocional. Les bases de l'entrenament són la confiança (en les apostes pròpies i en les de l'altre), la complicitat (fundar vincles emocionals particulars és clau per al treball emocional) i el compromís (amb la regla de joc, a la qual cal donar valor). El compromís amb el joc i les seves regles permet defugir el mateix temps la frivolitat i la solemnitat en el treball actoral, i genera un gaudi en l'espectador que, per a Daulte, és la base per a la reflexió, que només es pot fer des del plaer.
Fugint de la lògica psicològica del model Stanislavski (adoptat i versionat posteriorment per l'Actors Studio), Daulte planteja un treball emocional des deljoc i que, per tant, és inocuu per a la salut mental de l'intèrpret. Daulte defineix que les emocions, al contrari del que proposa el Mètode Stanislavski, no obeeixen a lògiques psicològiques: són arbitràries, mutables i es mouen per salts. Per aquest motiu, no es pot establir un "catàleg emocional" que ens digui quina emoció correspon a cada situació argumental. Daulte presenta l'exemple d'un personatge que rep una trucada avisant-lo que el seu pare ha mort. En sentir aquesta premissa argumental, la majoria imaginarem una mateixa reacció emocional (tristesa, ràbia, consternació, impotència). Ara bé, a la realitat, un moment com aquest ens agafaria desprevinguts i no sabem què sentiríem. En relació amb això, Daulte estableix com a base del seu treball actoral la "desorganització emocional" (un estat de "no sé què em passa"), que porta l'intèrpret a "inventar emocions" genuïnes, vives i no prefabricades.

## Televisió
Guionista
- Fiscales 1998.
- Para vestir santos 2010.
- Timpos compulsivos 2012-2013.
- Silencios de família 2016.

## Teatre

#### Estrenes a Barcelona
- 4D Òptic, 2003, reposició l'any 2018 - Autor i director.[19]
- Criminal - Autor.
- Les irresponsables - Autor.
- Carnicera - Autor.

#### Altres obres
- Valeria Radioactiva - Autor i director.
- Después de casa de muñecas - Director.
- Siniestra - Autor i director.
- Clarividentes - Autor i director.
- Los vecinos de arriba - Director.
- Venus en piel - Director.
- Novecento - Director.
- Personitas - Autor i director.
- ¿Quién es el Sr. Schmitt? - Director.
- Amadeus - Director.
- Macbeth - Director.
- El Hijo de P#!@ del Sombrero - Director.
- Qué será de ti - Autor i director.
- Una relación pornográfica - Director.
- Espejos circulares - Director.
- Lluvia constante - Director.
- Filosofía de vida - Director i adaptació.
- Mineros - Director.
- Proyecto Vestuarios - Autor i director.
- Un dios salvaje - Director.
- Caperucita - Autor i director.
- Baraka - Director.
- ¿Cómo es posible que te quiera tanto? - Autor i director.
- La felicidad - Autor i director.
- Automáticos - Autor i director.
- Nunca estuviste tan adorable - Autor i director.
- ¿Estás ahí? - Autor i director.
- El vuelo del dragón - Autor i director.
- Bésame mucho - Autor i director.
- Demóstenes estomba - Autor i director.
- La escala humana - Autor i director.
- Fuera de cuadro - Autor i director.
- Gore - Autor i director.
- Faros de color - Autor i director.
- Geometría - Autor.
- Casino, esto es una guerra - Autor.
- Martha Stutz - Autor.
- Desde la noche llamo - Autor.
- Un asesino al otro lado de la pared - Autor.
- Óbito - Autor.
- ¿Tocar a nuestro concepto del universo, por ese pedacito de tiniebla griega? - Autor.
- Femenino - Autor.
- La otra - Autor.
- Confesión: Carta de amor - Autor.
- Paulatina aproximación a un teorema dramático del miedo - Autor.
- Sueño de una noche de verano - Versió.
- Metamorfosis - Autor.
- Muy rápido, muy frágil - Autor.
- Movimiento de partida - Autor.
- Dos mujeres - Autor.
- Ni con perros ni con chicos... - Director.